# Philip Warren Anderson
Philip Warren Anderson  (n. 13 decembrie 1923, Indiana, SUA – d. 29 martie 2020, Princeton, New Jersey, SUA) a fost un fizician american, care a primit în anul 1977 împreună cu Nevill F. Mott și John H. van Vleck Premiul Nobel pentru Fizică.
Anderson a contribuit cu următoarele teorii: localizarea, antiferomagnetism și superconductivitatea la temperaturi ridicate.

## Alte activități
Anderson a fost certificat cu 1-Dan la jocul japonez Go.